# Tipítaro
Tipítaro är en ort i Mexiko.   Den ligger i kommunen Nuevo Urecho och delstaten Michoacán de Ocampo, i den södra delen av landet, 290 km väster om huvudstaden Mexico City. Tipítaro ligger 818 meter över havet och antalet invånare är 456.
Terrängen runt Tipítaro är huvudsakligen kuperad, men österut är den bergig. Runt Tipítaro är det ganska glesbefolkat, med 47 invånare per kvadratkilometer. Närmaste större samhälle är Taretán, 11,0 km nordväst om Tipítaro. I omgivningarna runt Tipítaro växer huvudsakligen savannskog.